# Malabarspenat
Malabarspenat (Basella alba) är en ettårig ört i släktet malabarspenater och familjen malabarspenatväxter. Den beskrevs först av Carl von Linné.

## Beskrivning
Malabarspenaten är en slingrande växt som härstammar från södra Asien. Trots namnet är den inte släkt med spenat.
Växten är ätlig och kan användas som bladgrönt eller i soppor och grytor. I det asiatiska köket används både toppskott, blommor och omogna frön. Arten har inte påträffats i vilt tillstånd i Sverige, men odlas ibland som krukväxt och/eller bladgrönt inomhus.
Det finns även en röd variant av växten, Basella alba 'Rubra'.

## Bildgalleri

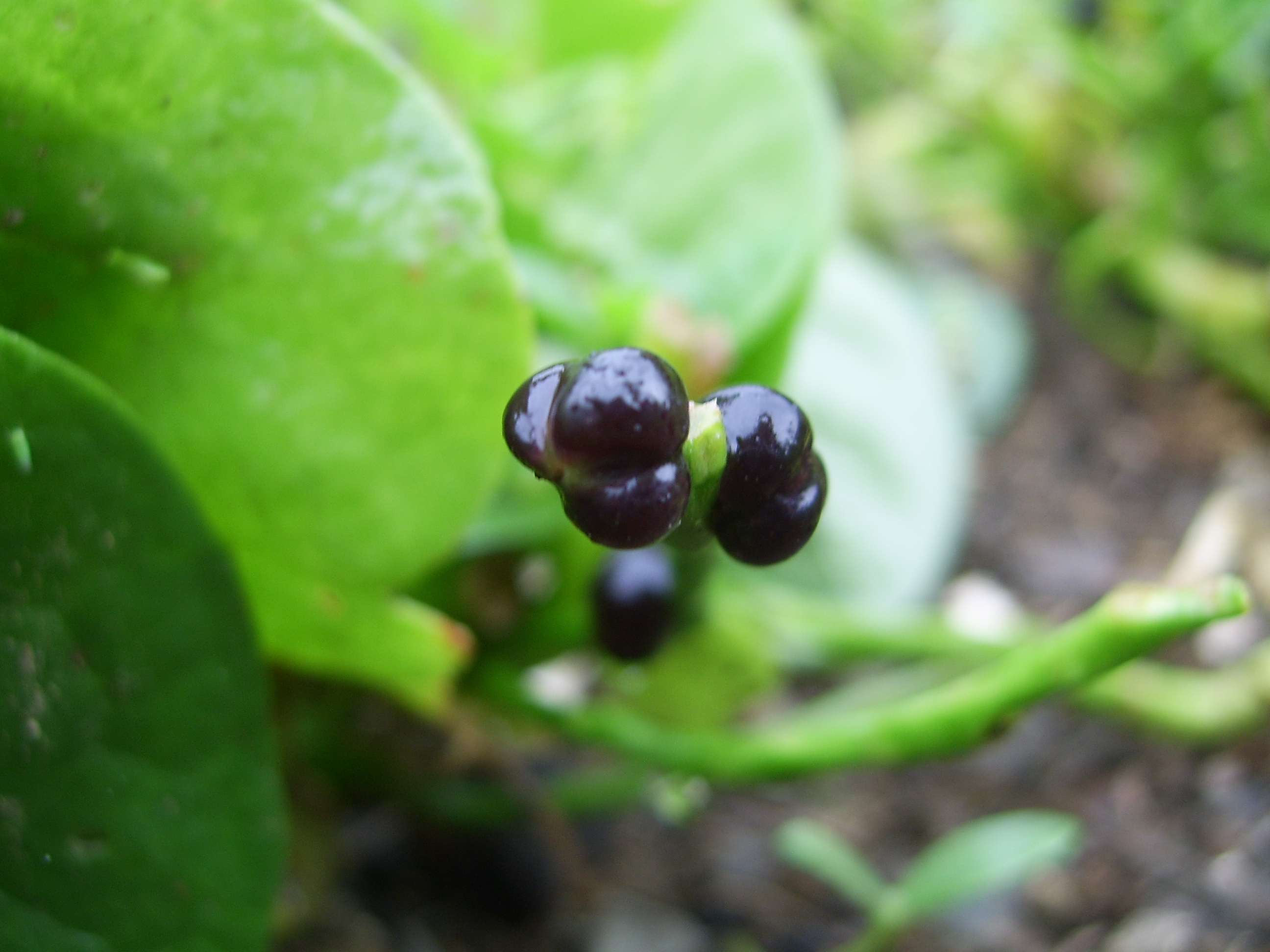
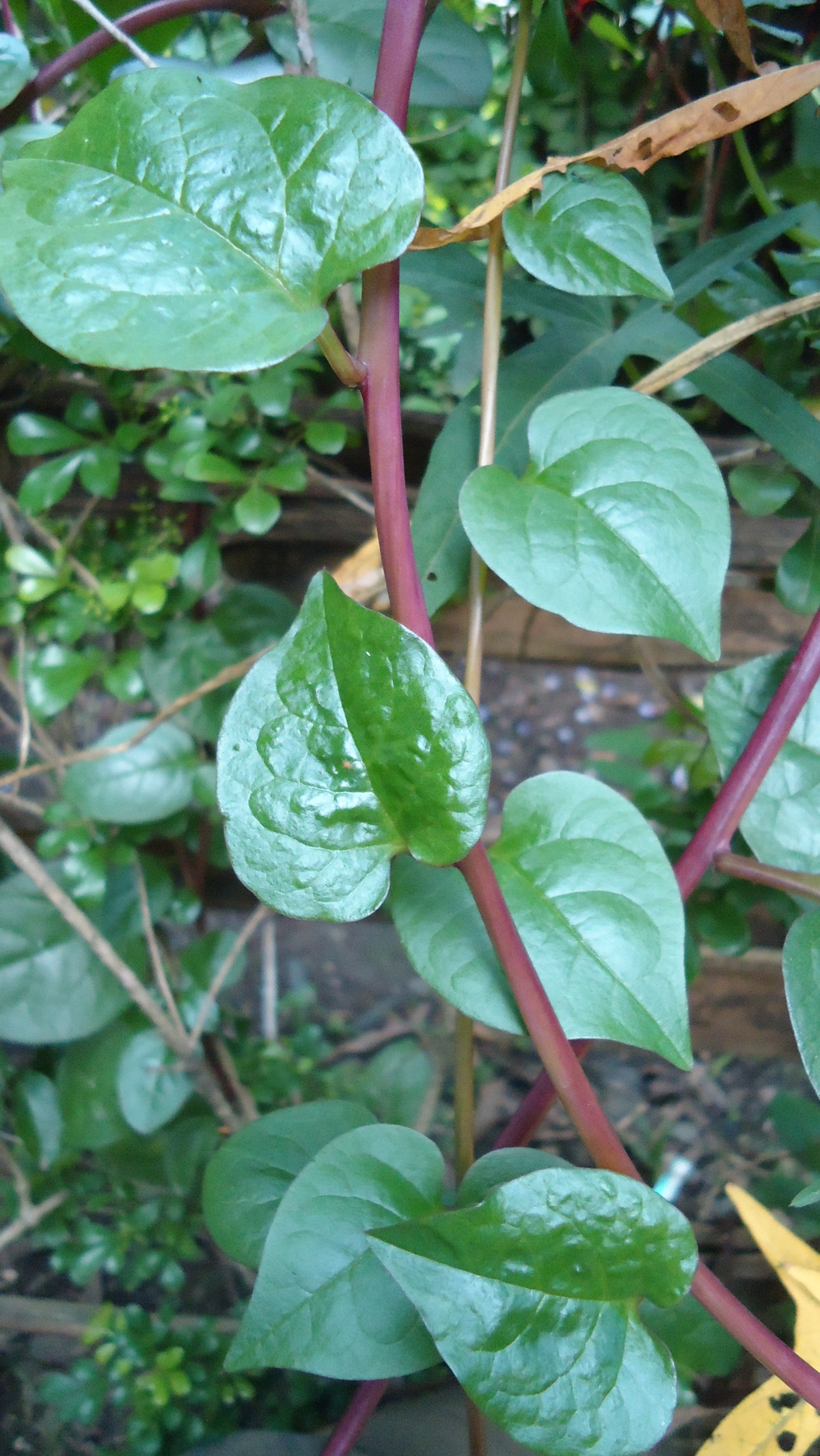
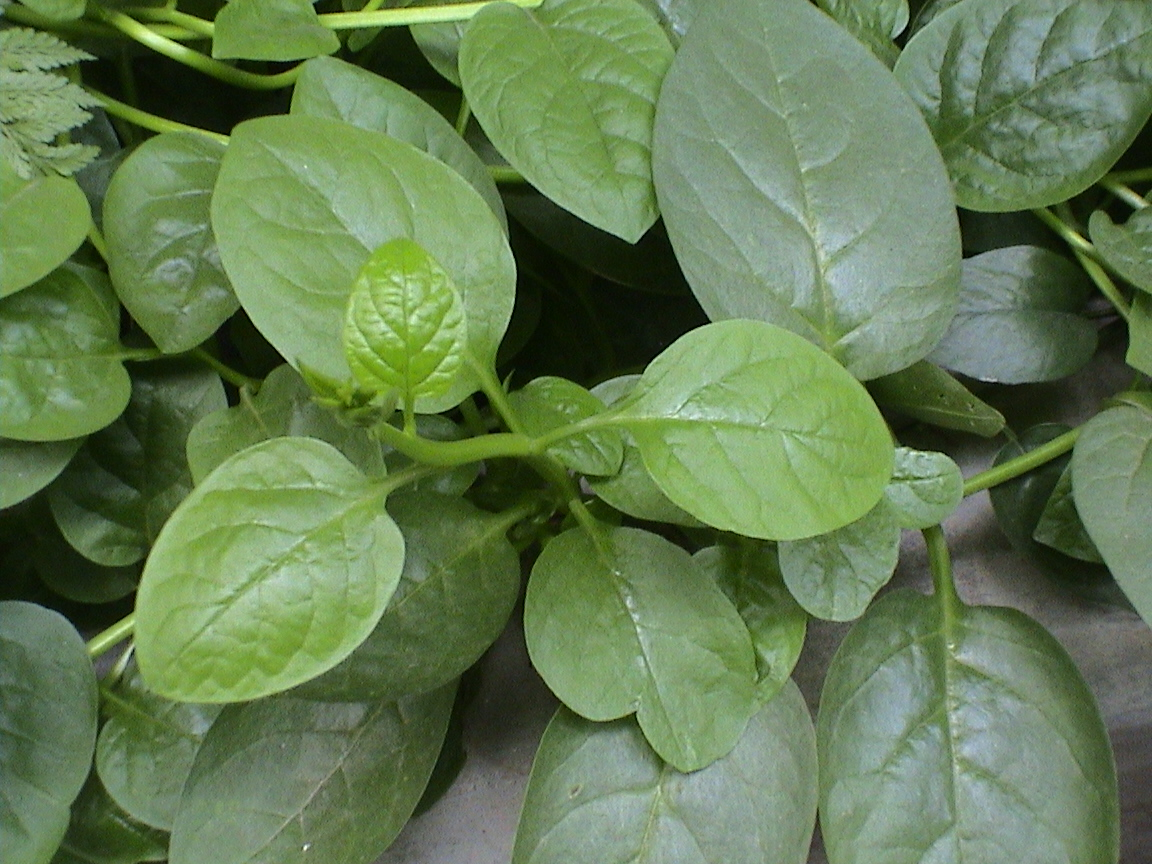
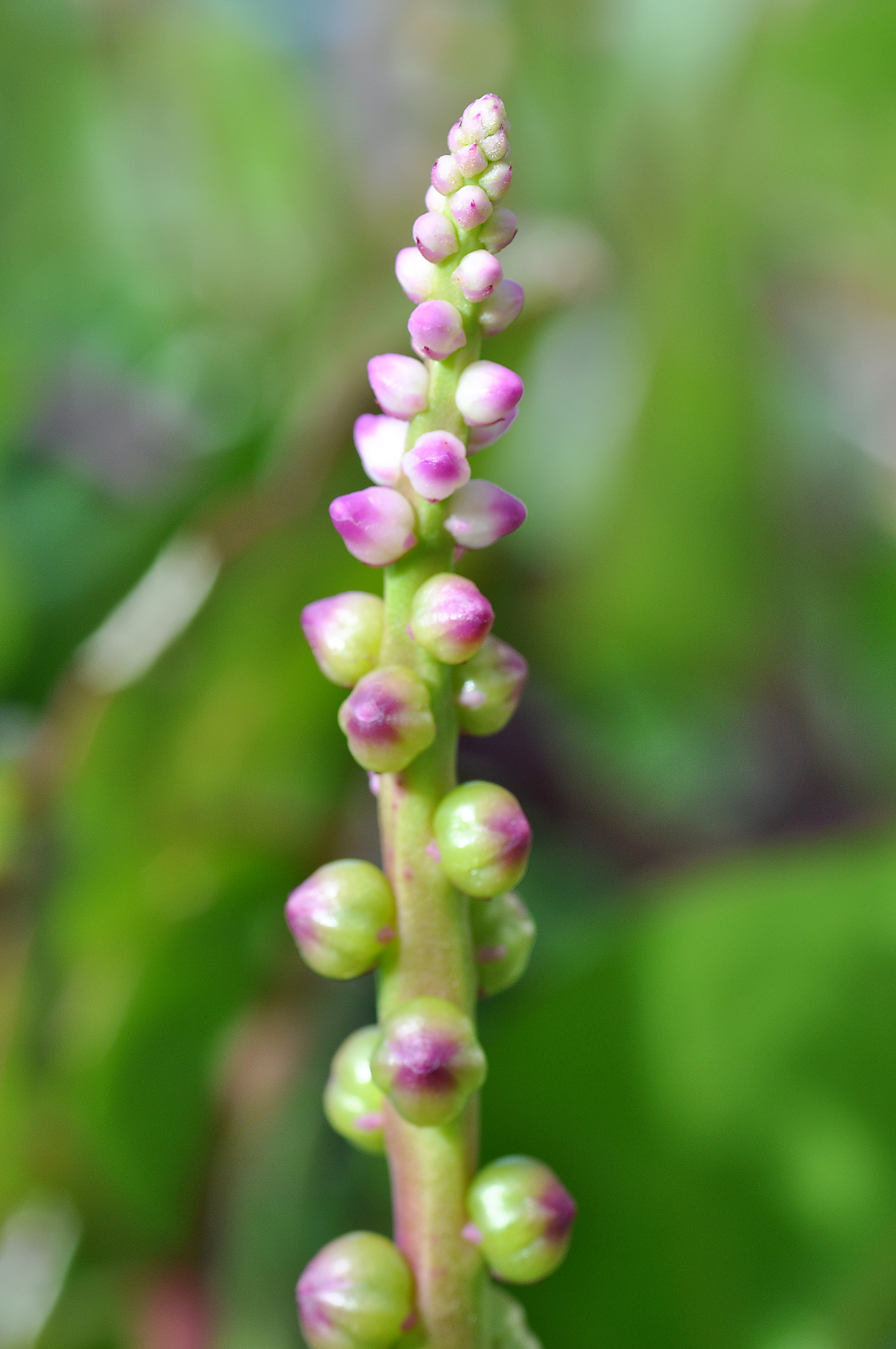
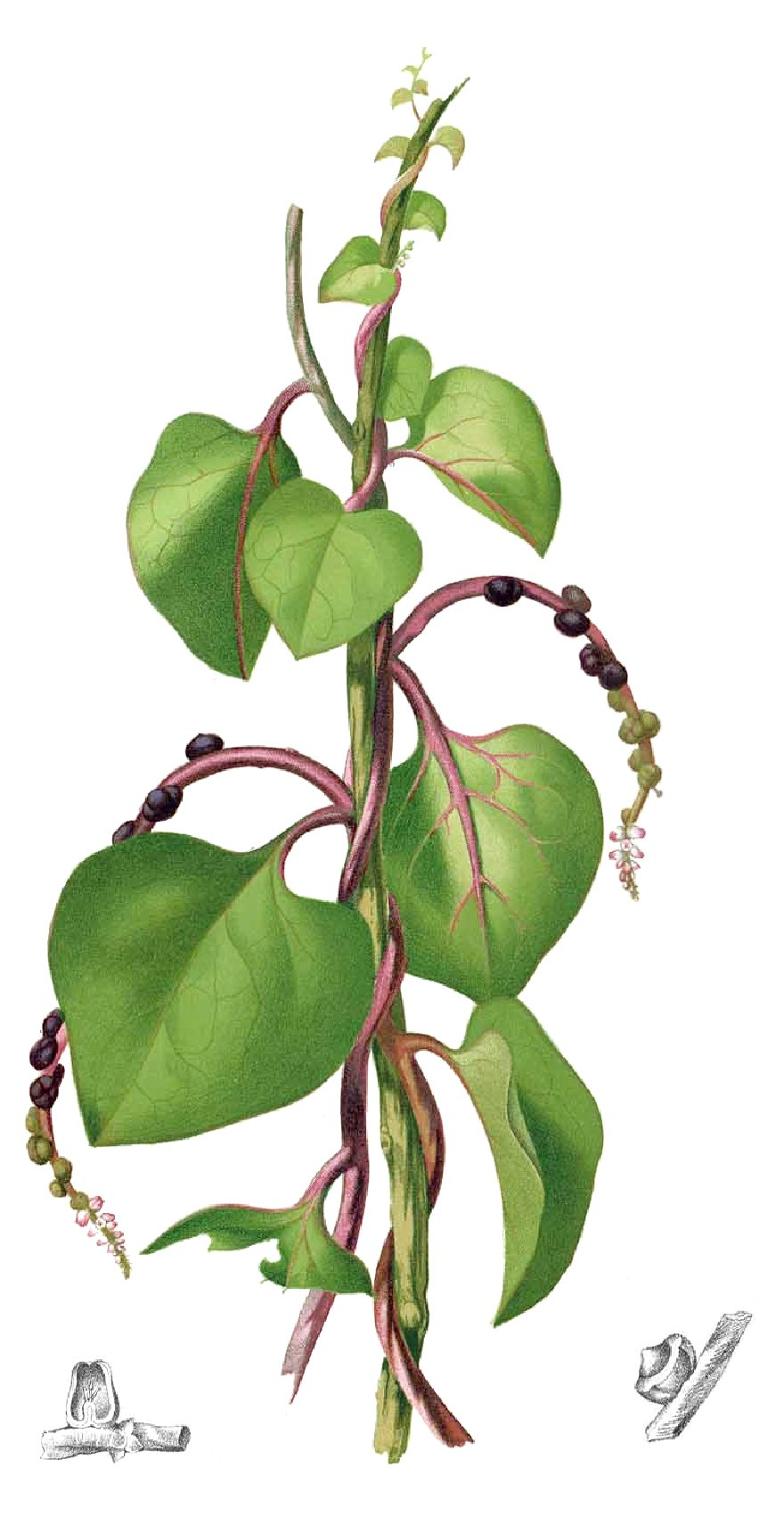
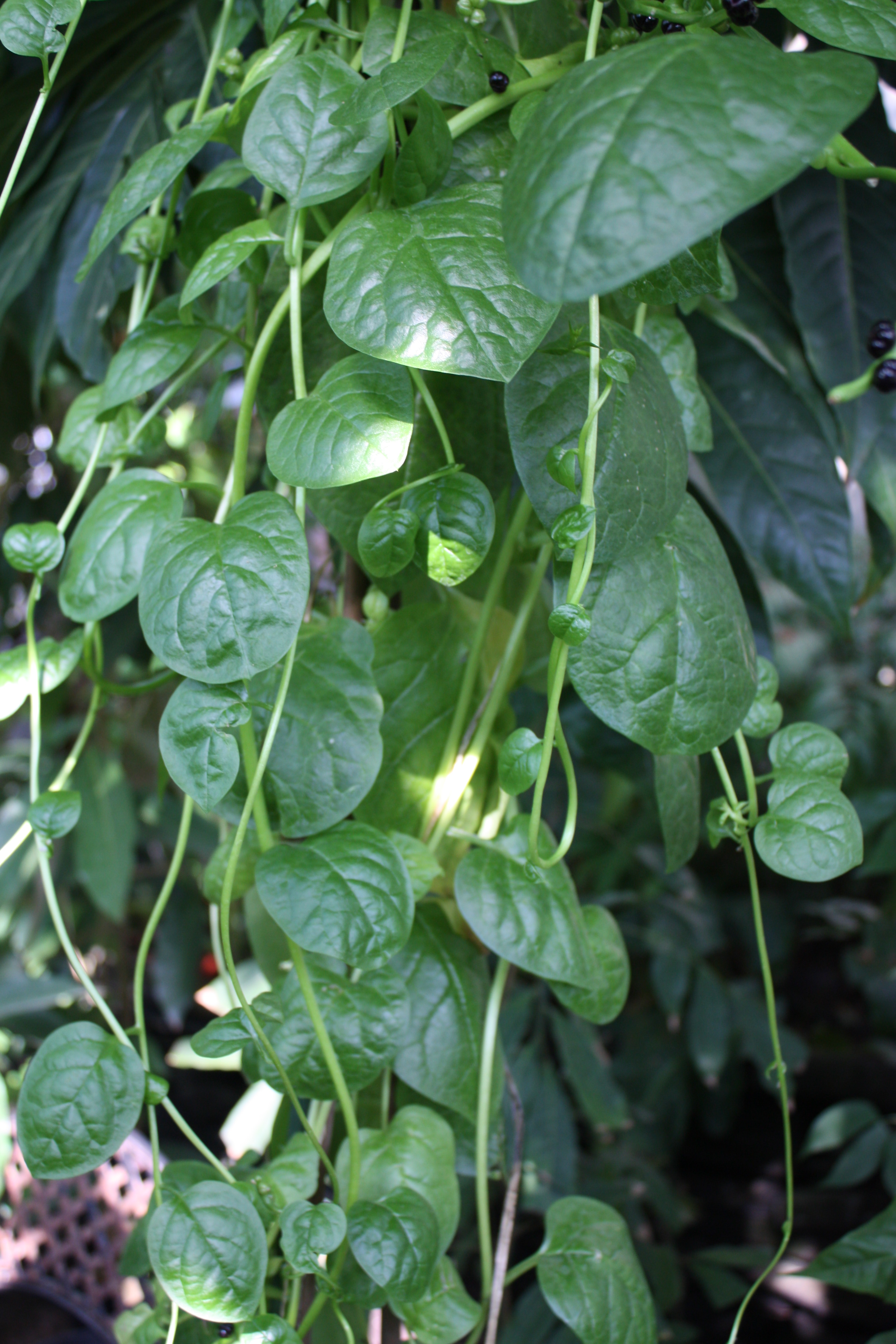